# Gottlob Bünte
 Gottlob Bünte, Pseudonym Jann van Moor, (* 15. November 1840 in Bremen; † 11. November 1907 in Bremen) war ein deutscher Gastwirt, Volksschriftsteller und Theaterdirektor.

## Biografie
Bünte war als Tabakarbeiter und Werkmeister in Frankfurt am Main, Biebrich und Mainz tätig. Zudem schrieb er Volksstücke. 1866 wurde das Stück Der Invalide von Königgrätz in Frankfurt aufgeführt. 1870 eröffnete er im Viertel in Bremen am Ostertorsteinweg Nr. 104, eine Gastwirtschaft. Später betrieb er seine Gastwirtschaft im Steintorviertel, an der Ecke Vor dem Steintor Nr. 70/Römerstraße.
Bünte war ein Bremer Original. Bei Festen trug er seine  Gelegenheitsgedichte vor. Er verfasste 88 Volksstücke in hoch- und in plattdeutscher Sprache, zu aktuellen und lokalen Themen. Seine Stücke wurden jedoch nicht gedruckt. Auch als Darsteller trat er in seinen Stücken auf. Zunächst wurden seine Stücke im Tivoli am Weidedamm erfolgreich aufgeführt. Nach Streitigkeiten gründete er sein eigenes Bremer Volkstheater, in dem jeweils montags in den Wintermonaten gespielt wurde. Einige plattdeutsche Erzählungen erschienen 1888. Seine Werke waren damals sehr populär, gerieten jedoch in Vergessenheit.

## Werke (Auswahl)
- König Wilhelm’s Besök in Bremen am 15. Juny 1869. 4. Aufl./Tsd., Tannen, Bremen 1869.
- Jan Pinkenel upp’r Nordwestdeutschen Gewerbe- un Industrie-Utstellung in Bremen 1890. Bremen 1890.
- Heini Holtenbeen.